# Helgendag
En helgendag er den faste dato i kalenderen, hvor en katolsk helgen fejres og mindes. Helgenkalenderen var indarbejdet i almanakken, hvor hver dato havde angivelse af helgendag, mindedag og andre mærkedage. Ikke mindst for bønderne var helgendagene vigtige mærkedage for arbejdslivet og årets gang. Derfor vedblev mange helgennavne også at være et fast element i den danske almanak længe efter reformationen.
Når en from mand eller kvinde har gjort sig bemærket ved sit virke i levende live i troens tjeneste, kan det føre til saligkåring. Det er indstillingen til at blive helgenkåret. I de tilfælde hvor paven ikke har ratificeret en helgenkåring, er flere alligevel blevet stående som lokale helgener, og officielt har de ikke en helgendag, og deres fejringsdag er en mindedag, der kaldes en helgendag.
Ordbøgerne anfører, at en helgens helgendag er hans eller hendes dødsdag.
Men nogle helgener har en helgendag, uden at dødsdagen er kendt, og flere andre datoer kan komme i spil. Men de fleste helgendage er på dødsdagen.
Frans af Assisi døde 3. oktober 1226, men har helgendag 4. oktober. Han blev helgenkåret allerede i 1228. Sankt Knuds dag til minde om Knud Lavard fejres både 7. januar (dødsdagen) og 25. juni. Sankt Helene har lagt navn til Helenekilde (Tisvilde), men vi kender ikke hendes fødsels- og dødsdag; hun har fået 23. juni som helgendag. Sankt Svend kendes for to kilder; Hellig Svends kilde i Vemmetofte og en anden i Hagested; begge med helbredende virkninger; men selv om han er lokal helgen, kendes en helgendag (særlig mindedag) ikke. Sankt Mogens eller Skt. Magnus har to mindedage, 15. april og 12. december; han er bedst kendt for Skt. Mogens' kilde ved Mogenstrup Kro. Mange lokale helgener er knyttet til helbredende kilder.